# Adolphe Dechamps

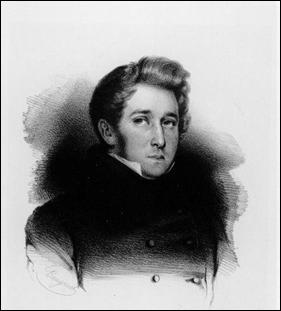
Adolphe Dechamps.

Adolphe Dechamps, född 18 juni 1807, död 19 juni 1875, var en belgisk politiker och författare. Han var bror till Victor Auguste Dechamps.
Dechamps var klerikal medlem av representanternas hus 1837, och 1843-1845 minister för allmänna arbeten och 1845-1847 utrikesminister. Dechamps utvecklade ett livligt politiskt författarskap och såg i Frankrike Belgiens huvudfiende.